# Союз центру (Італія)
Союз центру (італ. Unione di Centro, UDC) — італійська політична партія, заснована у 2002 році як Союз християнських демократів і центру у результаті злиття Християнсько-демократичного центру, Об'єднаних християнських демократів і Європейської демократії.
З моменту заснування входить до Європейської народної партії.